# Groupe d'IC 5269
 (octobre 2024).
Il existe au moins cinq groupes de galaxies à proximité du groupe d'IC 5269 et, selon deux publications parues en 1992 et 1993, peut-être plus. Les quatre autres groupes sont ceux  d'IC 5264, de NGC 7410, de NGC 7421 et de NGC 7582. La composition des groupes varie cependant selon les publications et même selon deux publications auxquelles a participé Pascal Fouqué : par exemple, dans la publication de 1992 NGC 7418A est un membre du groupe de NGC 7421 et dans celle de 1993, elle est membre du groupe d'IC 5264. Le tableau ci-dessous montre l'appartenance des galaxies aux divers groupes selon les auteurs. Pour une vision globale des galaxies et des groupes, voir la page de la galaxie IC 1459. La moyenne et l'écart type des galaxies de ce groupe est de 23,4 ± 2,8 Mpc (∼76,3 millions d'al).

## Membres
Le tableau de la page d'IC 5269 permet d'identifier les galaxies de ce groupe. Il y en a sept au total. Le tableau ci-dessous présente les principales propriétés des galaxies de ce groupe. Si un ou deux astérisques suivent la désignation de la galaxie, c'est qu'elle pourrait appartenir à deux ou même trois autres groupes selon les sources consultées. 
| Nom         | Class.       | Type         | α (J2000.0)      | δ (J2000.0)      | Vitesse radiale (km/s) | m    | Distance (Mpc) | Diamètre (kal) |
| ----------- | ------------ | ------------ | ---------------- | ---------------- | ---------------------- | ---- | -------------- | -------------- |
| NGC 7412*   | SBb,         | Spirale      | 22h 55m 45.750s  | -42° 38′ 31.30″  | 1710 ± 4               | 11,1 | 21,7 ± 1,5     | 113            |
| NGC 7418A** | SA(rs)d?     | Spirale      | 22h 56m 41.2485s | -36° 46′ 21.579″ | 2102 ± 4               | 13,1 | 27,1 ± 1,9     | 113            |
| IC 5264**   | Sab          | Spirale      | 22h 56m 53.0929s | -36° 33′ 15.810″ | 1940 ± 10              | 12,5 | 24,7 ± 1,8     | 144            |
| IC 5267*    | (R)SA(rs)0/a | Lenticulaire | 22h 57m 13.57s   | -43° 23′ 46.1″   | 1712 ± 4               | 10,5 | 21,2 ± 1,6     | 196            |
| IC 5267A*   | S0^0^?       | Lenticulaire | 22h 56m 57.2343s | -43° 45′ 36.687″ | 1737 ± 22              | 11,8 | 18,4 ± 1,5     | 75,0           |
| IC 5267B**  | S0^0^?       | Lenticulaire | 22h 56m 57.2343s | -43° 45′ 37.699″ | 1737 ± 22              | 11,8 | 22,2 ± 1,6     | 72,3           |
| IC 5269**   | SAB0(rs)     | Lenticulaire | 22h 57m 43.6564s | -36° 01′ 34.412″ | 1967 ± 10              | 12,2 | 25,0 ± 1,8     | 50,1           |

Le site DeepskyLog permet de trouver aisément les constellations des galaxies mentionnées dans ce tableau ou si elles ne s'y trouvent pas, l'outil du site constellation permet de le faire à l'aide des coordonnées de la galaxie. Sauf indication contraire, les données proviennent du site NASA/IPAC.